# Cultura di Kunda
La cultura di Kunda, con le sue radici nella cultura swideriana, è una comunità mesolitica di cacciatori-raccoglitori situata nella zona della foresta Baltica che si estendeva ad est attraverso Lettonia nella Russia settentrionale e risalente ad 8000–5000 a.C. secondo la datazione del radiocarbonio calibrata. Essa è così chiamata dalla città estone di Kunda, circa 110 km a est di Tallinn lungo il Golfo di Finlandia, vicino alla zona dove fu scoperto il primo insediamento estesamente studiato, sulla Collina di Lammasmäeae nella torbiera circostante.

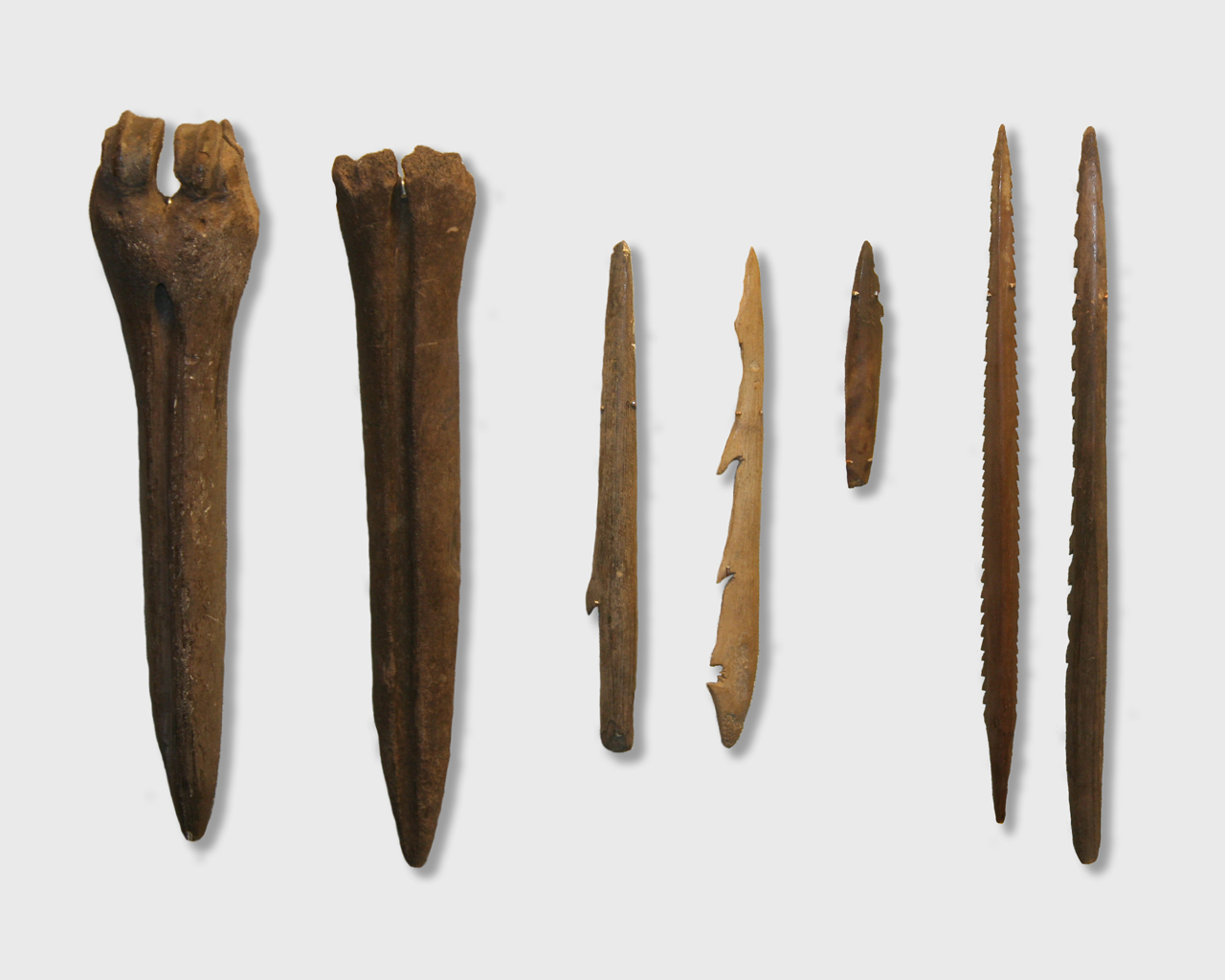
Utensili della cultura di Kunda.

La maggior parte degli insediamenti Kunda sono localizzati vicino al margine delle foreste presso fiumi, laghi o paludi. L'alce veniva cacciata in modo estensivo, forse con l'aiuto di cani da caccia ammaestrati. Sulle coste era praticata la caccia delle foche, mentre nei fiumi venivano pescati lucci ed altri pesci d'acqua dolce. Ci fu una ricca industria manifatturiera di ossa e corna, specialmente in relazione all'attrezzatura per la pesca. Gli utensili erano decorati con semplici disegni geometrici, mancanti della complessità delle contemporanee comunità della cultura maglemosiana insediate a sud-ovest. 
Alla cultura di Kunda succede la cultura di Narva che usa la ceramica e mostra alcune tracce di produzione di cibo. Il più antico insediamento della cultura di Kunda che si conosca in Estonia è l'insediamento di Pulli.

## Origine della cultura
La cultura di Kunda sembra aver subito una transizione dalla cultura swideriana Paleolitica localizzata precedentemente sopra buona parte dello stesso territorio. Un tale insediamento di transizione, Pasieniai 1C in Lituania, è caratterizzato da utensili in pietra sia appartenenti alla tarda cultura Swideriana che a quella più antica di Kunda. Una modello prodotto in entrambe le culture è la "punta ritoccata". Il termine della cultura Swideriana risale a 7800-7600 a.C. secondo la datazione calibrata del radiocarbonio, quindi inclusa nel periodo Preboreale, alla fine del quale inizia la cultura di Kunda senza nessuna soluzione di continuità. Evidentemente i discendenti degli Swideriani furono i primi ad insediarsi in Estonia quando essa divenne abitabile. Altri gruppi post-Swideriani si estesero lontano verso est fino alle catene degli Urali.

## Localizzazioni dei siti
- Kunda
- Luga
- Pasieniai, Lituania
- Insediamento di Pulli
- Ristola, Finlandia
- Velizh
- Zvejnieki, Lettonia